# Baseball aux Jeux olympiques d'été de 2008
Navigation
Athènes 2004 Tokyo 2020
Le tournoi de baseball des Jeux olympiques d'été de 2008 s'est disputé du 13 au 23 août 2008 à Pékin. Les rencontres ont eu lieu au Stade de baseball de Wukesong (Wukesong Sports Center Baseball Field), près du Palais omnisports de Wukesong. La Corée du Sud a remporté sa première médaille d'or olympique en baseball en battant Cuba, tenant du titre. Les États-Unis ont décroché la médaille de bronze.
Sport exclusivement masculin aux Jeux olympiques, le baseball ne sera pas présent aux Jeux de 2012, à la suite de la décision de la Commission du programme olympique lors de la 117e session du Comité international olympique le 11 juillet 2005 à Singapour. Comme le softball, le baseball pourrait revenir parmi les épreuves olympiques en 2016 si le CIO réintègre ce sport lors de son congrès de Copenhague en octobre 2009.

## Site de la compétition

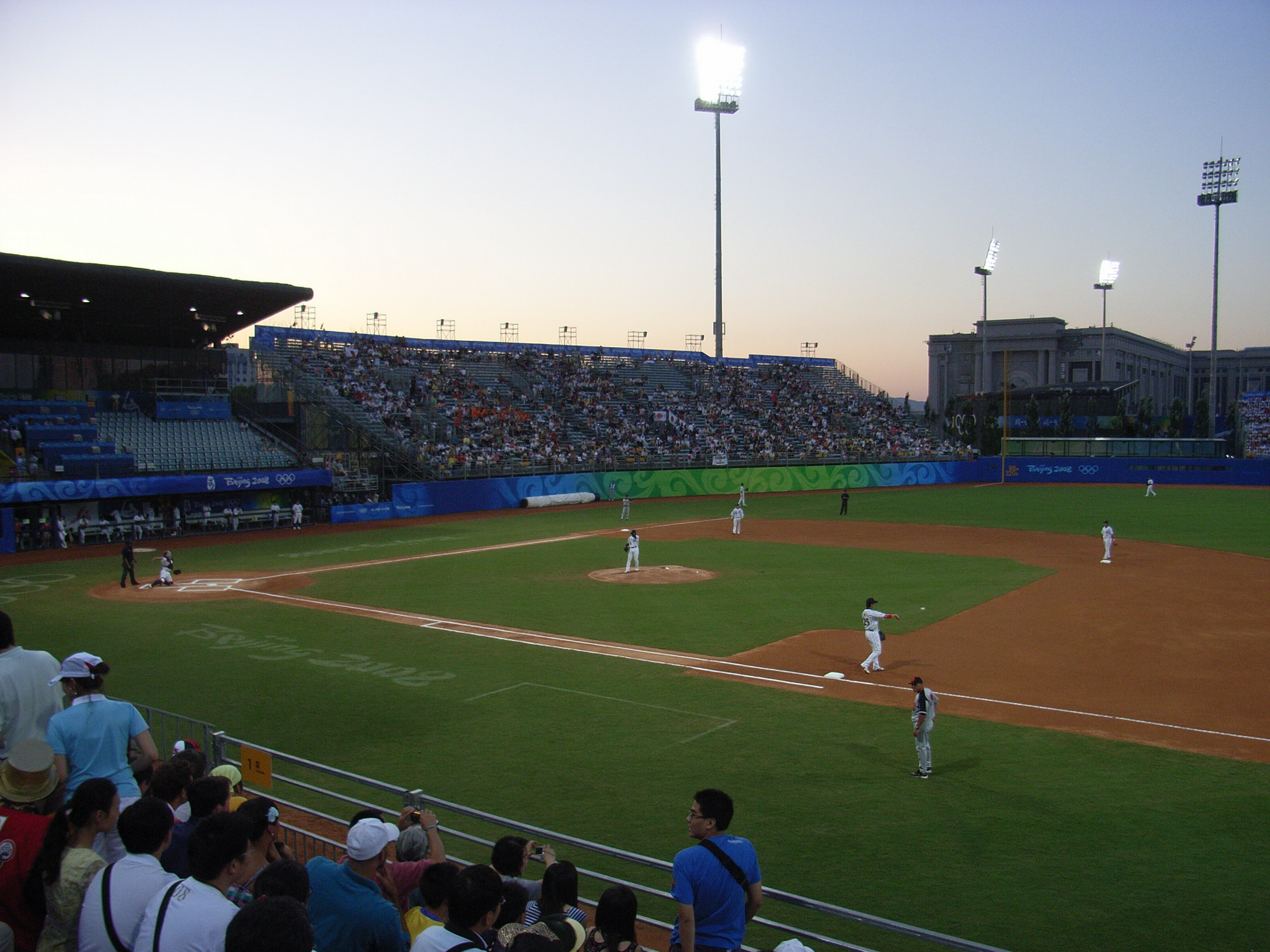
Terrain principal du Stade de baseball (Japon-Pays Bas, 15 août 2008)

Toutes les rencontres de baseball se sont déroulées au Stade de baseball du Centre sportif de Wukesong, situé à 18 km du village olympique. Sa capacité d'accueil totale est de 15 000 places, divisée entre deux terrains. Le terrain 1 (Main Field) peut accueillir 12 000 spectateurs et le terrain 2 a une capacité de 3 000 spectateurs.
Du 18 au 23 août 2007, le stade avait accueilli le tournoi international de baseball dans le cadre des compétitions préolympiques Bonne Chance Beijing. Les 15 et 16 mars 2008, les Dodgers de Los Angeles et les Padres de San Diego ont disputé deux rencontres d'exhibition (MLB China Series). Ce fut la première fois que deux équipes de Ligue majeure de baseball ont joué en Chine.

## Équipes participantes
| Critère de qualification                                                                                          | Pays         | Participation aux JO |
| --- | ------------ | -------------------- |
| Pays organisateur                                                                                                 | Chine        | 1re                  |
| Vainqueur et deuxième du tournoi de qualification des Amériques du 25 août au 7 septembre 2006 à La Havane, Cuba. | États-Unis   | 4e                   |
| Vainqueur et deuxième du tournoi de qualification des Amériques du 25 août au 7 septembre 2006 à La Havane, Cuba. | Cuba         | 5e                   |
| Vainqueur du championnat d'Europe de baseball 2007 du 7 au 16 septembre 2007 à Barcelone, Espagne.                | Pays-Bas     | 4e                   |
| Vainqueur du Championnat d'Asie de baseball 2007 du 27 novembre au 3 décembre 2007 à Taichung, Taïwan             | Japon        | 5e                   |
| Premier, deuxième, et troisième du tournoi de qualification olympique du 7 au 14 mars 2008 à Taïwan.              | Canada       | 2e                   |
| Premier, deuxième, et troisième du tournoi de qualification olympique du 7 au 14 mars 2008 à Taïwan.              | Corée du Sud | 3e                   |
| Premier, deuxième, et troisième du tournoi de qualification olympique du 7 au 14 mars 2008 à Taïwan.              | Taïwan       | 3e                   |

Chinese Taipei est le nom anglais officiel donné par le Comité international olympique pour l'équipe qui représente Taïwan.

## Format du tournoi
Les huit équipes participantes jouent chacune contre les sept autres lors du premier tour. Les quatre meilleures équipes se qualifient pour les demi-finales (1er contre 4e et 2e contre 3e).
Les vainqueurs des demi-finales jouent pour les médailles d'or et d'argent en finale, alors que les perdants se disputent la médaille de bronze.
Le tournoi est ouvert aux joueurs professionnels comme aux joueurs amateurs. Les équipes sont limitées à 24 joueurs.
L'utilisation de battes en aluminium est autorisée. Si une équipe a plus de dix points d'avance pendant ou après la 7e manche, la rencontre est terminée (mercy rule).
Le 25 juillet 2008, la Fédération internationale de baseball a ajouté une nouvelle règle concernant les rencontres en prolongation. En cas d'égalité après la 10e manche, chaque équipe doit placer deux coureurs sur les premier et deuxième but et envoyer le frappeur suivant dans l'alignement au bâton. Le but de cet aménagement est de raccourcir les matchs et de respecter les contraintes horaires dans le cadre des Jeux olympiques et des futures compétitions sous l'égide de l'IBAF.

## Médaillés
| Médaille           | Pays         | Joueurs |
| ------------------ | ------------ | --- |
| Médaille d'or      | Corée du Sud | Hyun-Jin Ryu, Ki-Joo Han, Jin-Man Park, Hyuk Kwon, Taek-Keun Lee, Dae-Ho Lee, Seung-Hwan Oh, Jung-Keun Bong, Young-Min Ko, Jong-wook Lee, Keun-Woo Jeong, Min-Jae Kim, Kab-Yong Jin, Jin-Young Lee, Won-Sam Jang, Seung-Jun Song, Kwang-Hyun Kim, Yong-Kyu Lee, Dong-Joo Kim, Min-Ho Kang, Kim Hyun-soo, Seung-Yeop Lee, Tae-Hyon Chong, Suk-Min YoonManager : Kim Kyung-MoonInstructeurs : Cho Kye-Hyun, Kim Gwang-Soo, Kim Ki-Tae                                                                               |
| Médaille d'argent  | Cuba         | Ariel Pestano, Yoandry Urgellés, Alfredo Despaigne, Luis Rodríguez, Alexei Bell, Yadier Pedroso, Jonder Martínez, Adiel Palma, Luis Navas, Giorvis Duvergel, Alexander Mayeta, Eriel Sánchez, Rolando Meriño, Héctor Olivera, Michel Enríquez, Yulieski Gourriel, Vicyohandry Odelín, Pedro Luis Lazo, Eduardo Paret, Norberto González, Norge Luis Vera, Frederich Cepeda, Elier Sánchez, Miguel La Hera Manager : Antonio Pacheco                                                                               |
| Médaille de bronze | États-Unis   | Brett Anderson, Blaine Neal, Matt Brown, Nate Schierholtz, Jeremy Cummings, Michael Koplove, Terry Tiffee, Kevin Jepsen, Brian Duensing, Dexter Fowler, Brandon Knight, Mike Hessman, Casey Weathers, Jason Donald, Jayson Nix, Taylor Teagarden, Stephen Strasburg, Jake Arrieta, Lou Marson, Matt LaPorta, Trevor Cahill, Brian Barden, John Gall, Jeff StevensManager : Davey JohnsonInstructeurs : Reggie Smith (frappeurs), Marcel Lachemann (lanceurs), Rick Eckstein (3e but), Dick Cooke, Rolando de Amas |

## Classement final
| Pl.                | Sélection    |
| ------------------ | ------------ |
| Médaille d'or      | Corée du Sud |
| Médaille d'argent  | Cuba         |
| Médaille de bronze | États-Unis   |
| 4                  | Japon        |
| 5                  | Taïwan       |
| 6                  | Canada       |
| 7                  | Pays-Bas     |
| 8                  | Chine        |

## Résultats

### Premier tour
Les rencontres du premier tour se sont jouées sur les deux terrains du stade de baseball de Wukesong. Les horaires sont données pour le fuseau UTC+8.
| Date    | Heure | Stade     | Recevant      | Visiteur      | Score  | Notes      |
| ------- | ----- | --------- | ------------- | ------------- | ------ | ---------- |
| 13 août | 10h30 | Terrain 2 | Chinese Tapei | Pays-Bas      | 5 - 0  |            |
| 13 août | 11h30 | Terrain 1 | Chine         | Canada        | 0 - 10 | 8 manches  |
| 13 août | 18h00 | Terrain 2 | Corée du Sud  | États-Unis    | 8 - 7  |            |
| 13 août | 19h00 | Terrain 1 | Cuba          | Japon         | 4 - 2  |            |
| 14 août | 10h30 | Terrain 2 | Pays-Bas      | États-Unis    | 0 - 7  | 8 manches  |
| 14 août | 11h30 | Terrain 1 | Corée du Sud  | Chine         | 1 - 0  | 11 manches |
| 14 août | 18h00 | Terrain 2 | Cuba          | Canada        | 7 - 6  |            |
| 14 août | 19h00 | Terrain 1 | Chinese Tapei | Japon         | 1 - 6  |            |
| 15 août | 10h30 | Terrain 2 | Chine         | Chinese Tapei | 8 - 7  | 12 manches |
| 15 août | 11h30 | Terrain 1 | États-Unis    | Cuba          | 4 - 5  | 11 manches |
| 15 août | 18h00 | Terrain 2 | Canada        | Corée du Sud  | 0 - 1  |            |
| 15 août | 19h00 | Terrain 1 | Japon         | Pays-Bas      | 6 - 0  |            |
| 16 août | 10h30 | Terrain 2 | États-Unis    | Canada        | 5 - 4  |            |
| 16 août | 11h30 | Terrain 1 | Cuba          | Chinese Tapei | 1 - 0  |            |
| 16 août | 18h00 | Terrain 2 | Chine         | Pays-Bas      | 4 - 6  |            |
| 16 août | 19h00 | Terrain 1 | Japon         | Corée du Sud  | 3 - 5  |            |
| 18 août | 10h30 | Terrain 2 | Canada        | Japon         | 0 - 1  |            |
| 18 août | 11h30 | Terrain 1 | Chinese Tapei | Corée du Sud  | 8 - 9  |            |
| 18 août | 18h00 | Terrain 2 | Pays-Bas      | Cuba          | 3 - 14 | 8 manches  |
| 18 août | 19h00 | Terrain 1 | États-Unis    | Chine         | 9 - 1  |            |
| 19 août | 10h30 | Terrain 2 | Pays-Bas      | Canada        | 0 - 4  |            |
| 19 août | 11h30 | Terrain 1 | Corée du Sud  | Cuba          | 7 - 4  |            |
| 19 août | 18h00 | Terrain 2 | Japon         | Chine         | 10 - 0 | 7 manches  |
| 19 août | 19h00 | Terrain 1 | États-Unis    | Taïwan        | 4 - 2  |            |
| 20 août | 10h30 | Terrain 2 | Cuba          | Chine         | 17 - 1 | 7 manches  |
| 20 août | 11h30 | Terrain 1 | Pays-Bas      | Corée du Sud  | 0 - 10 | 8 manches  |
| 20 août | 18h00 | Terrain 2 | Canada        | Taïwan        | 5 - 6  | 12 manches |
| 20 août | 19h00 | Terrain 1 | Japon         | États-Unis    | 2 - 4  | 11 manches |

1. ↑  Rencontre débutée le 14 août, suspendue deux fois par la pluie et finalement arrêtée à 16h34 après 6 manches et un score de 0 à 0. Le match s'est terminé le 17 août à 18h00 .

### Classement du premier tour
| Pl. | Équipe       | J | V | D | PM | PC | %     |
| --- | ------------ | - | - | - | -- | -- | ----- |
| 1   | Corée du Sud | 7 | 7 | 0 | 41 | 22 | 1.000 |
| 2   | Cuba         | 7 | 6 | 1 | 52 | 23 | .857  |
| 3   | États-Unis   | 7 | 5 | 2 | 40 | 22 | .714  |
| 4   | Japon        | 7 | 4 | 3 | 30 | 14 | .571  |
| 5   | Taïwan       | 7 | 2 | 5 | 29 | 33 | .286  |
| 6   | Canada       | 7 | 2 | 5 | 29 | 20 | .286  |
| 7   | Pays-Bas     | 7 | 1 | 6 | 9  | 50 | .143  |
| 8   | Chine        | 7 | 1 | 6 | 14 | 60 | .143  |

L'équipe de Taïwan prend la cinquième place grâce à sa victoire 6 à 5 sur l'équipe du Canada lors de la dernière journée. L'équipe des Pays-Bas prend la septième place grâce à sa victoire 6 à 4 sur l'équipe de Chine lors de la quatrième journée.
J : rencontres jouées, V : victoires, D : défaites, PM : points marqués, PC : points concédés, % : pourcentage de victoire.

### Phase finale
|  | Demi-finales                | Demi-finales                |                        |    | Finale                      | Finale                      |
|  | Demi-finales                | Demi-finales                |                        |    | Finale                      | Finale                      |
|  |                             |                             |                        |    |                             |                             |
|  | 22 août - 10h30 (Terrain 1) | 22 août - 10h30 (Terrain 1) |                        |    | 23 août - 18h00 (Terrain 1) | 23 août - 18h00 (Terrain 1) |
|  | 22 août - 10h30 (Terrain 1) | 22 août - 10h30 (Terrain 1) |                        |    | 23 août - 18h00 (Terrain 1) | 23 août - 18h00 (Terrain 1) |
|  | Corée du Sud                | 6                           |                        |    | 23 août - 18h00 (Terrain 1) | 23 août - 18h00 (Terrain 1) |
|  | Corée du Sud                | 6                           |                        |    | 23 août - 18h00 (Terrain 1) | 23 août - 18h00 (Terrain 1) |
|  | Japon                       | 2                           |                        |    | 23 août - 18h00 (Terrain 1) | 23 août - 18h00 (Terrain 1) |
|  | Japon                       | 2                           | Cuba                   | 2  |                             |                             |
|  | 22 août - 18h00 (Terrain 1) |                             | Cuba                   | 2  |                             |                             |
|  |                             | Corée du Sud                | 3                      |    |                             |                             |
|  | Cuba                        | Corée du Sud                | 3                      | 10 |                             |                             |
|  | Cuba                        |                             |                        | 10 |                             |                             |
|  | États-Unis                  | 2                           |                        |    |                             |                             |
|  | États-Unis                  | 2                           | Match pour la 3e place |    |                             |                             |
|  |                             |                             |                        |    |                             |                             |
|  | 23 août - 10h30 (Terrain 1) |                             |                        |    |                             |                             |
|  |                             |                             |                        |    |                             |                             |
|  | États-Unis                  | 8                           |                        |    |                             |                             |
|  | États-Unis                  | 8                           |                        |    |                             |                             |
|  | Japon                       | 4                           |                        |    |                             |                             |
|  | Japon                       | 4                           |                        |    |                             |                             |

#### Demi-finales
| Japon | 1 | 0 | 1 | 0 | 0 | 0 | 0 | 0 | 0 | 2 | 6  | 2 |
| Corée du Sud | 0 | 0 | 0 | 1 | 0 | 0 | 1 | 4 | X | 6 | 10 | 1 |
| Lanceurs partants : JPN : Toshiya Sugiuchi KOR : Kwanghyun Kim Vic. : Kwanghyun Kim (1-0) Déf. : Hitoki Iwase (0-3) HRs: KOR : Seungyuop LEE |   |   |   |   |   |   |   |   |   |   |    |   |

| États-Unis | 0 | 0 | 0 | 1 | 1 | 0 | 0 | 0 | 0 | 2  | 6  | 2 |
| Cuba | 0 | 0 | 2 | 1 | 0 | 1 | 0 | 6 | X | 10 | 14 | 2 |
| Lanceurs partants : USA : Stephen Strasburg CUB : Norge Luis Vera Vic. : Norge Luis Vera (2-0) Déf. : Stephen Strasburg (1-1) Sauv. : Pedro Luis Lazo (2) HRs: CUB : Frederich Cepeda (2), Alexei Bell (1), Alfredo Despaigne (3), Ariel Pestano (2) |   |   |   |   |   |   |   |   |   |    |    |   |

#### Finale pour la médaille de bronze
| Japon | 1 | 0 | 3 | 0 | 0 | 0 | 0 | 0 | 0 | 4 | 6 | 1 |
| États-Unis | 0 | 1 | 3 | 0 | 4 | 0 | 0 | 0 | X | 8 | 9 | 0 |
| Lanceurs partants : JPN : Tsuyoshi Wada USA : Brett Anderson Vic. : Brett Anderson (1-0) Déf. : Kenshin Kawakami (0-1) HRs : JPN : Masahiro Araki (1), Norichika Aoki (1) USA : Matt Brown (2), Matt Laporta (2), Jason Donald(1) |   |   |   |   |   |   |   |   |   |   |   |   |

#### Finale
| Corée du Sud | 2 | 0 | 0 | 0 | 0 | 0 | 1 | 0 | 0 | 3 | 4 | 0 |
| Cuba | 1 | 0 | 0 | 0 | 0 | 0 | 1 | 0 | 0 | 2 | 5 | 1 |
| Lanceurs partants : KOR : Hyunjin Ryu CUB : Norberto Gonzalez Vic. : Hyunjin Ryu (2-0) Déf. : Norberto Gonzalez (0-1) Sauv. : Taehyon Chong (2) HRs : KOR : Seungyuop Lee (2) CUB : Michel Enriquez (2), Alexei BELL (2) |   |   |   |   |   |   |   |   |   |   |   |   |